# Ram Racing Team
Ram Racing Team es una escudería mexicana de automovilismo con base en Angleton, Texas, Estados Unidos. La escudería fue fundada en 1996 por José Antonio Ramos y Jean Paul Mansur.

## Historia

### Inicios
En 1996, José Antonio Pato Ramos fundaría Ram Racing Team, al siguiente año, la escudería comenzaría a competir en competencias de karting, el primer campeonato del equipo sería en Charlotte, Estados Unidos, donde quedarian en primer lugar de los equipos no oficiales o de fábrica.
En 2002, RAM entraría en la Fórmula Renault 2000 América en donde, sin correr el campeonato completo, lograrían ganar varias carreras.

### Fórmula 4
En 2015, Ram entraría a la primera temporada del Campeonato NACAM de Fórmula 4, donde, Ram lograría que Axel Matus fuera campeón de la temporada a la temporada siguiente volverían a ganar el campeonato de pilotos, esta vez con el guayanés Calvin Ming.
Luego de 1 una temporada donde no lograrían ganar el campeonato, ganarían la temporada 2018-19 con el mexicano Manuel Sulaimán, y el siguiente año ganarían otra vez el campeonato con el mexicano Noel León.
En 2021, el Campeonato NACAM de Fórmula 4 sería una temporada no puntuable, pero su mejor piloto sería el colombiano Lucas Medina, que ganaría y obtendría podios en muchas carreras.
En 2022, la temporada sí sería puntuable y el colombiano Juan Felipe Pedraza lograría salir campeón en la categoría.

### USF Juniors
Para el 2023, Ram seria anunciado para la competir en la USF Juniors, anunciado a la par al campeón de 2022 de la F4 NACAM,  Juan Felipe Pedraza.

## Resultados

### Categorías actuales

#### Campeonato NACAM de Fórmula 4
| Temporada | Monoplaza     | Piloto                 | Carreras | Victorias | Poles | VR | Podios | Puntos | Pos. |
| --------- | ------------- | ---------------------- | -------- | --------- | ----- | -- | ------ | ------ | ---- |
| 2015-16   | Mygale M14-F4 | Axel Matus             | 21       | 12        | 6     | 9  | 16     | 405    | 1.º  |
| 2015-16   | Mygale M14-F4 | Calvin Ming            | 9        | 0         | 0     | 0  | 2      | 80     | 11.º |
| 2015-16   | Mygale M14-F4 | Jorge Abed             | 21       | 0         | 0     | 0  | 0      | 29     | 16.º |
| 2016-17   | Mygale M14-F4 | Calvin Ming            | 23       | 8         | 6     | 5  | 18     | 399    | 1.º  |
| 2016-17   | Mygale M14-F4 | Manuel Sulaimán        | 15       | 0         | 0     | 0  | 3      | 151    | 6.º  |
| 2016-17   | Mygale M14-F4 | Andrés Gutiérrez       | 5        | 2         | 1     | 2  | 3      | 69     | 10.º |
| 2016-17   | Mygale M14-F4 | Jorge Herrera          | 11       | 0         | 0     | 0  | 0      | 47     | 11.º |
| 2016-17   | Mygale M14-F4 | Michael Santos         | 3        | 0         | 0     | 0  | 0      | 18     | 17.º |
| 2017-18   | Mygale M14-F4 | Michael Santos         | 19       | 0         | 0     | 1  | 7      | 211    | 3.º  |
| 2017-18   | Mygale M14-F4 | Emiliano Jáuregui      | 22       | 0         | 0     | 0  | 2      | 140    | 6.º  |
| 2017-18   | Mygale M14-F4 | Noel León              | 3        | 0         | 0     | 0  | 2      | 45     | 12.º |
| 2018-19   | Mygale M14-F4 | Manuel Sulaimán        | 20       | 10        | 4     | 4  | 15     | 366    | 1.º  |
| 2018-19   | Mygale M14-F4 | Álex García            | 20       | 0         | 0     | 0  | 3      | 169    | 5.º  |
| 2018-19   | Mygale M14-F4 | Noel León              | 2        | 0         | 0     | 0  | 1      | 27     | 11.º |
| 2019-20   | Mygale M14-F4 | Noel León              | 20       | 7         | 10    | 5  | 15     | 325    | 1.º  |
| 2019-20   | Mygale M14-F4 | Alejandro Berumen      | 9        | 0         | 0     | 0  | 1      | 58     | 12.º |
| 2019-20   | Mygale M14-F4 | Álex García            | 8        | 0         | 0     | 0  | 0      | 32     | 15.º |
| 2019-20   | Mygale M14-F4 | Chara Mansur           | 13       | 0         | 0     | 0  | 0      | 24     | 18.º |
| 2021      | Mygale M14-F4 | Mariano Martínez       | 4        | 0         | 0     | 0  | 0      | 0      | NC   |
| 2021      | Mygale M14-F4 | Alejandro Berumen      | 7        | 1         | 0     | 0  | 1      | 0      | NC   |
| 2021      | Mygale M14-F4 | Lucas Medina           | 10       | 2         | 1     | 2  | 7      | 0      | NC   |
| 2022      | Mygale M14-F4 | Juan Felipe Pedraza    | 17       | 8         | 5     | 6  | 12     | 274    | 1.º  |
| 2022      | Mygale M14-F4 | Luis Carlos Pérez      | 17       | 0         | 0     | 0  | 3      | 141    | 4.º  |
| 2022      | Mygale M14-F4 | Arturo Flores          | 3        | 0         | 0     | 0  | 1      | 70     | 8.º  |
| 2022      | Mygale M14-F4 | Eduardo Alquicira      | 10       | 0         | 0     | 0  | 0      | 55     | 11.º |
| 2022      | Mygale M14-F4 | Alejandro Berumen      | 3        | 0         | 0     | 0  | 0      | 32     | 14.º |
| 2022      | Mygale M14-F4 | Lucas Medina           | 2        | 0         | 1     | 0  | 0      | 10     | 17.º |
| 2022      | Mygale M14-F4 | Pedro Juan Moreno      | 3        | 3         | 2     | 0  | 3      | 0      | NC   |
| 2023      | Mygale M14-F4 | Alexandra Mohnhaupt    |          |           |       |    |        |        |      |
| 2023      | Mygale M14-F4 | Arturo Flores          |          |           |       |    |        |        |      |
| 2023      | Mygale M14-F4 | David Esteban Cárdenas |          |           |       |    |        |        |      |
| 2023      | Mygale M14-F4 | Pedro Juan Moreno      |          |           |       |    |        |        |      |
| 2023      | Mygale M14-F4 | Moy Zagursky           |          |           |       |    |        |        |      |

#### USF Juniors
| Temporada | Monoplaza    | Piloto              | Carreras | Victorias | Poles | VR | Podios | Puntos | Pos. |
| --------- | ------------ | ------------------- | -------- | --------- | ----- | -- | ------ | ------ | ---- |
| 2023      | Tatuus JR-23 | Juan Felipe Pedraza |          |           |       |    |        |        |      |

### Categorías pasadas

#### LATAM Challenge Series
| Temporada | Monoplaza     | Piloto                | Carreras | Victorias | Poles | VR | Podios | Puntos | Pos. |
| --------- | ------------- | --------------------- | -------- | --------- | ----- | -- | ------ | ------ | ---- |
| 2008      | Tatuus FR2000 | Oscar Kuri            | 10       | 0         | 0     | 0  | 0      | 20     | 20.º |
| 2008      | Tatuus FR2000 | Ricardo Marroquin     | 4        | 0         | 0     | 0  | 0      | 12     | 22.º |
| 2009      | Tatuus FR2000 | Santiago Tovar        | 12       | 0         | 0     | 0  | 0      | 30     | 15.º |
| 2009      | Tatuus FR2000 | Ricardo Marroquin     | 7        | 0         | 1     | 0  | 0      | 26     | 16.º |
| 2010      | Tatuus FR2000 | Alex Popow            | 18       | 2         | 0     | 1  | 6      | 254    | 3.º  |
| 2010      | Tatuus FR2000 | Carlos Arellano       | 2        | 0         | 0     | 0  | 0      | 14     | 18.º |
| 2010      | Tatuus FR2000 | Juan Pablo Lendle     | 2        | 0         | 0     | 0  | 0      | 14     | 18.º |
| 2010      | Tatuus FR2000 | Gaetano Ardagna Pérez | 2        | 0         | 0     | 0  | 0      | 8      | 22.º |
| 2010      | Tatuus FR2000 | Santiago Tovar        | 4        | 0         | 0     | 0  | 0      | 6      | 24.º |
| 2011      | Tatuus FR2000 | Alex Popow            | 16       | 0         | 0     | 0  | 7      | 166    | 4.º  |
| 2011      | Tatuus FR2000 | Jorge Cevallos        | 2        | 0         | 0     | 0  | 0      | 0      | 21.º |

## Graduados a Fórmula 3
| Piloto      | Ram Racing Team           | Ram Racing Team | Ram Racing Team | Ram Racing Team | Fórmula 3  | Fórmula 3            | Fórmula 3 | Fórmula 3 | Fórmula 3 | Fórmula 3 |
| Piloto      | Temporadas                | Carreras        | Victorias       | Podios          | Temporadas | Equipos              | Carreras  | Victorias | Poles     | Podios    |
| ----------- | ------------------------- | --------------- | --------------- | --------------- | ---------- | -------------------- | --------- | --------- | --------- | --------- |
| Axel Matus  | 2015-16                   | 21              | 12              | 16              | 2018       | AV Formula           | 8         | 0         | 0         | 0         |
| Calvin Ming | 2015-16, 2016-17          | 32              | 7               | 20              | 2018       | Victory Motor Racing | 9         | 0         | 0         | 0         |
| Álex García | 2018-19, 2019-20          | 28              | 0               | 3               | 2023       | Jenzer Motorsport    |           |           |           |           |
| Noel León   | 2017-18, 2018-19, 2019-20 | 25              | 7               | 18              | 2023       | Team Motopark        |           |           |           |           |

- En negrita los pilotos que disputarán alguna temporada de Fórmula 3 en 2023.